# 建國忠靈廟
建国忠灵庙（日语：〔〕／ Kenkoku Chūreibyō）是位於今中华人民共和国吉林省长春市朝陽區中国人民解放军空军航空大学校園內，由滿洲國政府設立的神社。建国忠灵庙是建国神庙的摄庙，由逾14万名青少年無償參與修建，在1940年（康德七年）9月18日落成，佔地42.98万平方米，用以祭祀戰死的日本和滿洲國軍人，被後世中國大陸學者喻作「东北地区最大的靖国神社」。1987年10月，吉林省人民政府公布其为第四批吉林省文物保護單位。2019年10月16日，中华人民共和国国务院公布其为第八批全国重点文物保护单位。建国忠灵庙址今作倉庫之用，其正門前的空間則成為居民休憩的廣場。

## 背景、位置與名稱
1932年（大同元年），日本攻佔中國东三省，并扶持满洲国成立，定都长春。1934年（康德元年），清遜帝溥仪被日本扶植成為满洲国皇帝，长春更名“新京”。关东军在1935年（康德二年）首先建議設立招魂社，及後「满洲国招魂社建设准备委员会」成立。有關决定案在1936年（康德三年）通过，委员会解散，并随即设立「护国庙建设委员会」，開始建設「护国庙」；满洲国軍政部最高顧問佐佐木到一擔任委员长，滿洲國國務院總務廳官員相贺兼介擔任幹事，满洲国国务院建筑局负责设计及监理。日本為在满洲国推崇神道，而在關東軍的指揮下加緊步伐興建忠灵庙。由於新京附近一带是九一八事變後首個激战後攻陷的城市，因此時稱“护国庙”的建國忠靈廟選址新京。「护国庙」後因滿洲國國務院總務廳指示而改為「建國廟」，最終定名“建国忠灵庙”。:34

## 歷史
尽管第一期的工程开工于1936年（康德三年）5月，建国忠灵庙的设计、计划自1936年（康德三年）1月起经过了3年时间。建筑风格采用中式宫殿风格，墙壁采用混凝土壁面并施以日本宫殿常用的特制漆。虽然以在满洲当地取材为方针，因为当地没有适合的陶土以制造琉璃瓦，而自日本进口了濑户地区製造的青琉璃瓦。:35,36
建国忠灵庙（当时称护国庙）的地鎮祭于1936年（康德三年）4月舉行，由鄭孝胥为首的满洲国官员和东条英机为首的关东军干部举行。1936年（康德三年）5月第一期動工，仪式由國務總理大臣张景惠举行。最初的设计中，护国庙坐南朝北，后更改为背向日本伊势神宫和东京，面朝西北方向。:36
建國忠靈廟於1940年（康德七年）9月18日完工，但由於关东军在七七事变後把絕大部分财力用於侵华战争，因此中门、园林等的一些設施最終沒有落成，当局又因缺乏黄金而以黄漆代替金箔。工程总投资了160万滿洲國圓，共動用了17万人次，逾14萬名青少年無償參與，時序如下：
| 年份               | 工程項目                                                                             |
| ------------------ | ------------------------------------------------------------------------------------ |
| 1936年（康德三年） | 展開第一期工程，建设本殿和庙务所。                                                   |
| 1936年（康德三年） | 改變建築角度，因而被迫扩大佔地面积。                                                 |
| 1937年（康德四年） | 展開第二期工程，建设祭殿、灵殿、禁域空间、水池。                                     |
| 1938年（康德五年） | 展開第三期工程，建设配殿、角楼、神门、回廊、中门、洗手所、前门、侧门、中门、西门等。 |

由於关东军多次战败、滿洲國軍又受到抗日力量袭击，建国忠灵庙祭祀的陣亡軍人數量急剧上升，由1942年（康德九年）春的28,917人增至1944年（康德十一年）秋的40,850人；同時，滿洲國政府因戰況不利和經濟問題而不能组织大规模的祭拜，因此後来的祭拜规模日益減少，參加人數也大減。1945年（康德十二年），苏联向日本宣战，进攻中國東北的关东军，满洲国將近灭亡；日本人燒燬建国神庙，但建国忠灵庙不影响满洲国的國體，因此未被毀壞。

### 滿洲國滅亡後
滿洲國滅亡、日本戰敗投降後，国共内战爆發，长春发生多次激烈的战事，並多次易手，但中國國民黨与中国共产党均有保护建国忠灵庙。内战结束後，建国忠灵庙一带被划入军事院校控制区，划归中国人民解放军空军航空大学（當時名為解放军空军第一预科总队），建国忠灵庙因而受保护，沒有在大跃进和文化大革命時受到嚴重的破壞，直至1980年代仍是完好。雖然如此，建国忠灵庙至今出現了不少损毀，例如本殿墙壁和天花的装饰被火燒燬，外墙在文化大革命被喷漆；建国忠灵庙年久失修，而且民眾缺乏保护意识，亦造成其他的損坏。
1987年10月，吉林省人民政府公布第四批吉林省文物保護單位名单，把建國忠靈廟以「伪满建国忠灵庙遗址」的名義列為其一，歸類為「日本帝国主义侵华重要罪证遗址」；省政府並指示組織有關部門為包括建国忠灵庙在內的文物保护单位制定保护措施，例如划定保护范围、作出标志说明。2019年10月16日，中華人民共和國國務院公佈第八批全國重點文物保護單位名單，把建國忠靈廟以「偽滿建國忠靈廟舊址」的名義列為其一，歸類為“近現代重要史跡及代表性建築”。目前，建国忠灵庙被用作仓库，正门前的空間則成为居民休憩的广场。建国忠灵庙的文物保護工作受其归属权问题制肘，因為建國忠靈廟雖然是文物保護單位，但仍是军队财产，文物管理单位與建國忠靈廟擁有者存在分歧；加上管理单位没有专业人員和资金，暫時未有修复计划。

## 境內
建国忠灵庙佔地42.98万平方米，建筑方向依据伊势神宫的方位（参拜时面朝伊势神宫方向）。該廟入口朝西北方，從而順應关东军「庙之方位将来之帝宫」的主張；在祭祀活动中，參加者向东南方参拜，朝向伊势神宫供奉的天照大神。建筑群採用中国传统的内向型院落布局，把主要建筑排列在中轴线上，令建筑群具備内向性和均衡性；建筑轴线上呈高差变化，相同於《清式营造则例》提出的四合寺观平面布置方法。
建国忠灵庙前门的後方有一道长约700米、宽56米的曲线參道，参道两侧有洗手所和焚香炉。庙內的建筑空间從外而内有外庭、内庭和禁域，三個空间的地位向内递增。外庭长160米、宽130米，佔地2.08平方米，能容纳约15,000人，供日本军人、学生和社会团体参拜；經過神门可由外庭进入内庭，内庭是边长83米、佔地6,831平方米的正方形廊院式空间，为建国忠灵庙建筑群的核心部分，可容纳3,000人；禁域以灵殿为中心，长68米、宽34米，被认为是建国忠灵庙最神圣的空间，只允許神職進入。

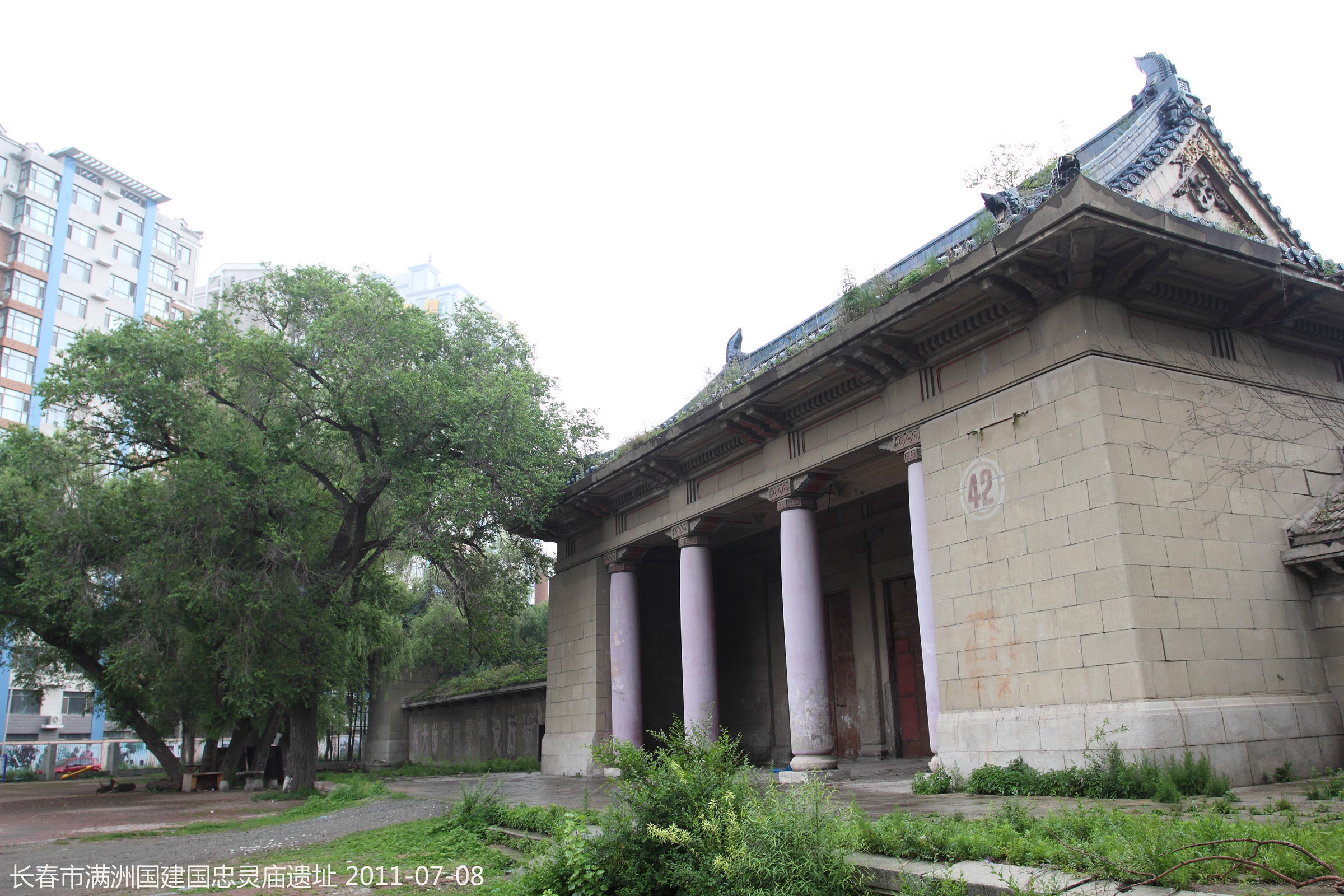
神门
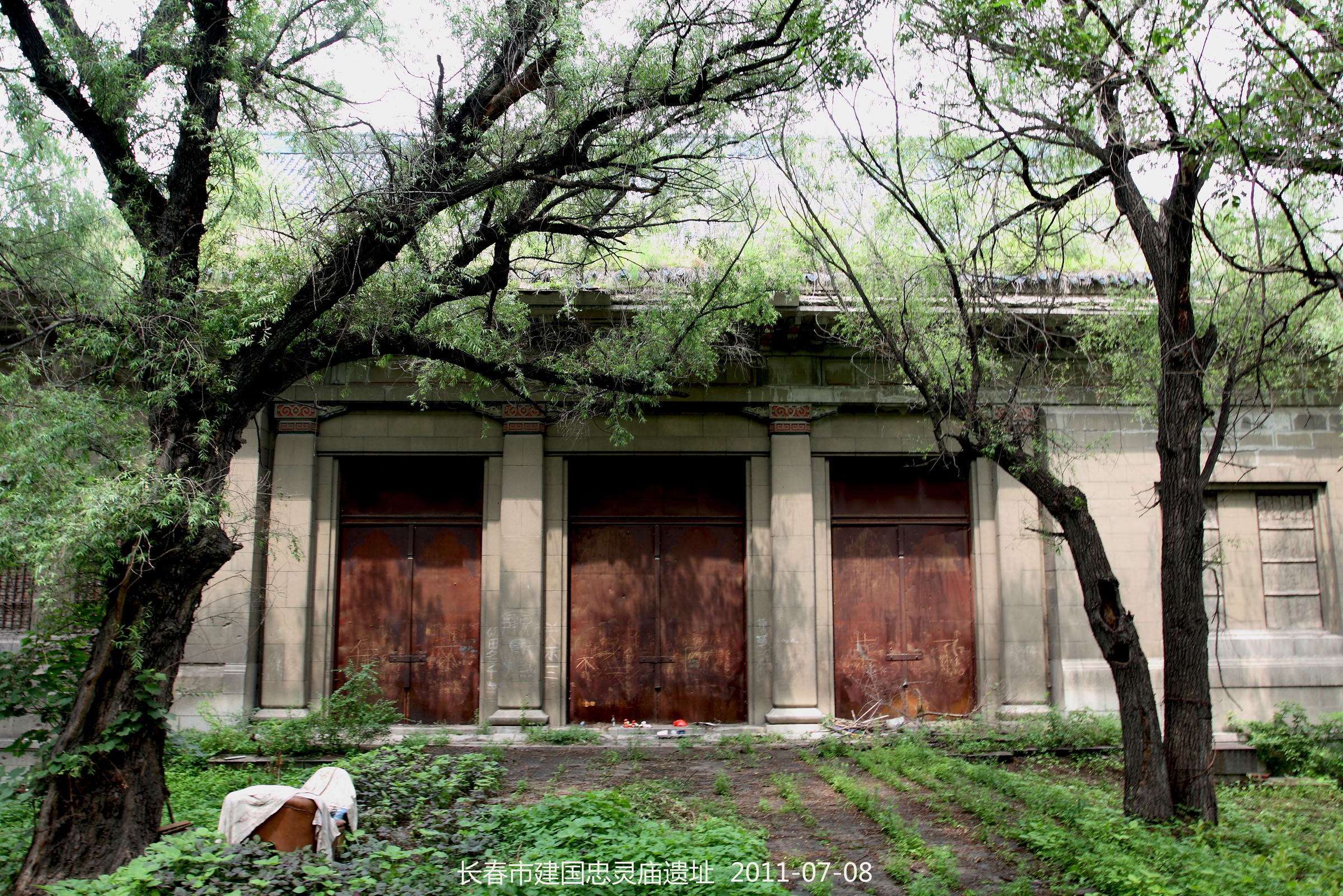
拜殿
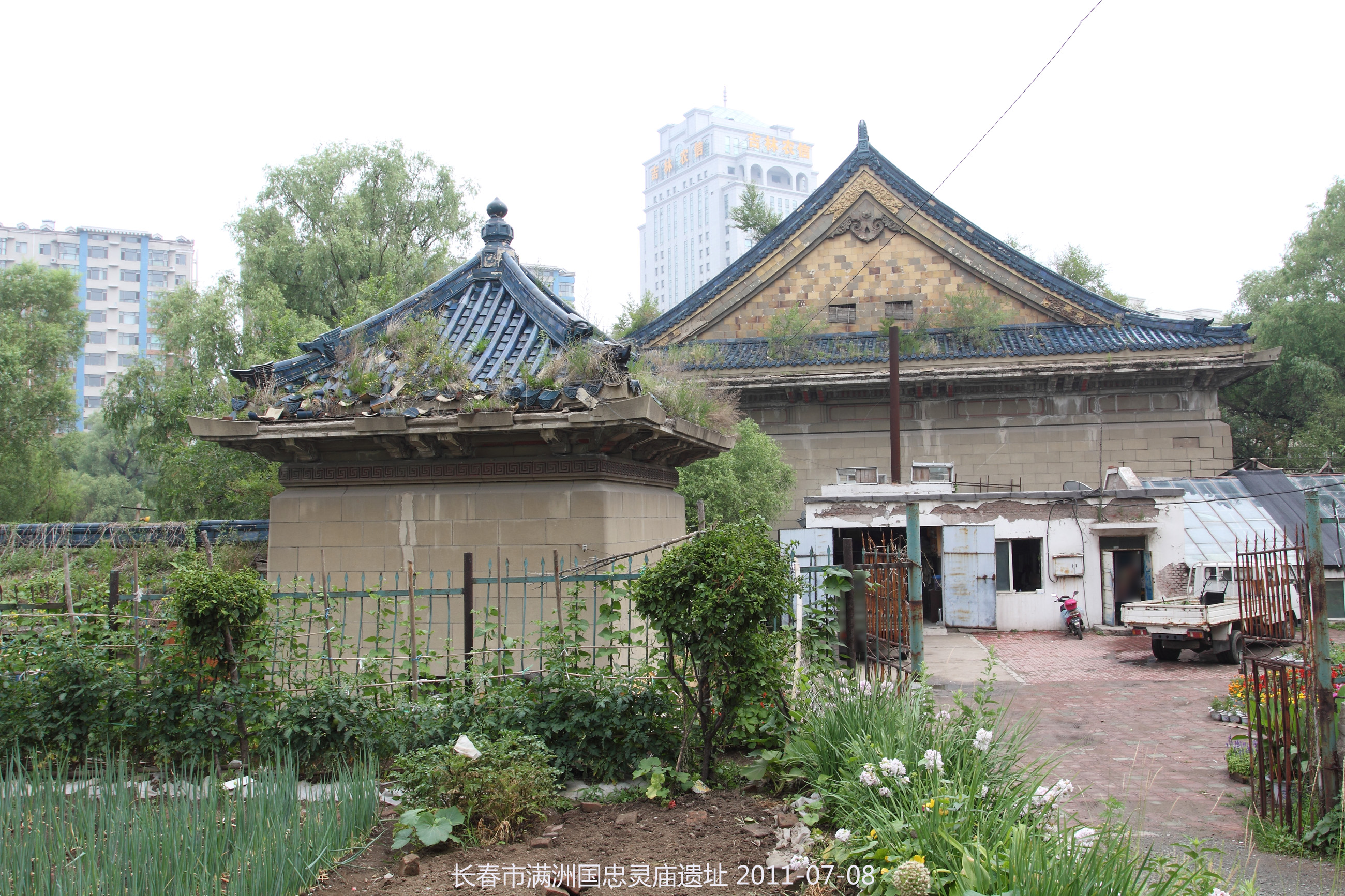
拜殿（侧方）
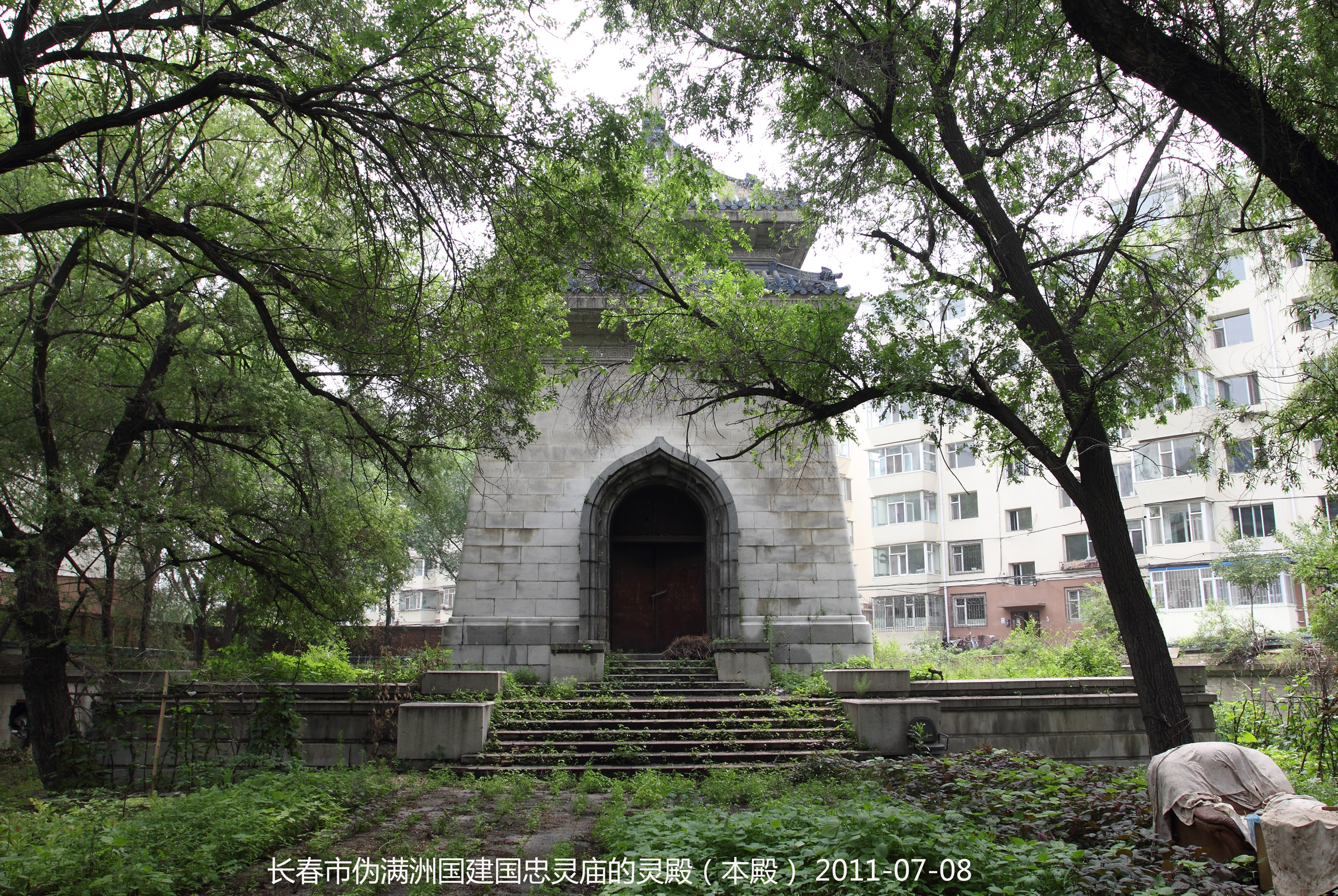
本殿
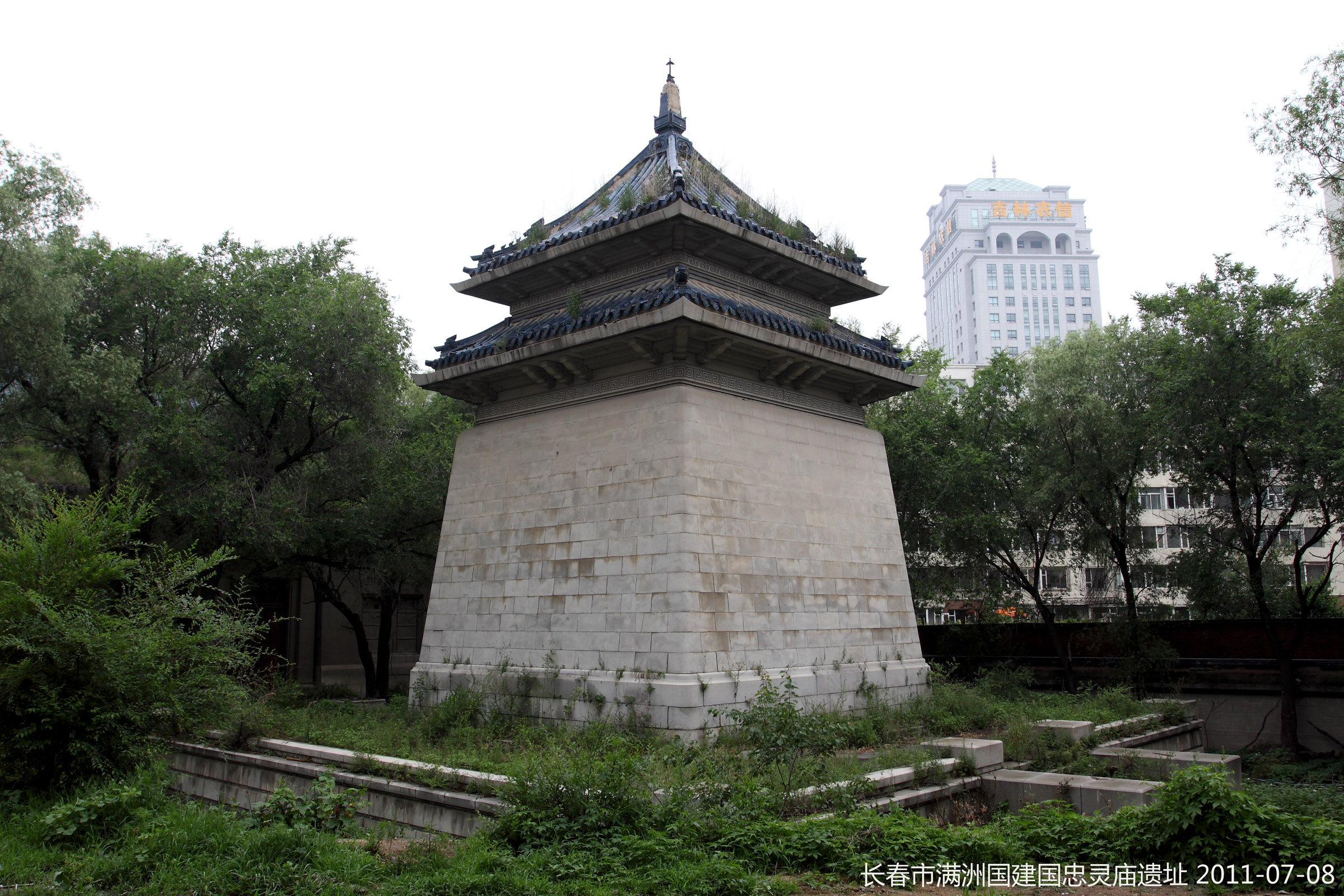
本殿（侧后方）

## 祭事
建国忠灵庙由满洲国祭祀府管理，用作供奉為满洲国而戰死的日本和满洲国官员、军人、警察。廟內共供奉了24,141名被譽為「日滿英靈」的陣亡者，包括武藤信義以下的19,877名日本人，以及朱家訓以下的4,264名滿洲國軍軍人。建國神廟供奉的天照大神是「满洲帝国建国之元神」，建国忠灵庙里的祭祀對象則是满洲国成立時出现的护国之神，地位低於天照大神；「护国之神」要护卫天照大神，因此建国忠灵庙成為建國神廟的攝廟。
根據統計，满洲国政府在建国忠灵庙举行了约20次大祭、近10次中祭，以及数次小祭；其中，1940年（康德七年）9月18日（即建国忠灵庙落成當天，亦是九一八事变紀念日）舉行的开庙祭是规模最大的一次，歷時五天，溥仪亦有出席，廟外舉行了默祷和遥拜儀式。满洲国政府曾頒布敕令，规定建国忠灵庙舉行的祭祀分为大祭、中祭和小祭三类，各項祭祀如下：
| 類別 | 類別   | 項目         | 內容                                             | 每年舉行日期          |
| ---- | ------ | ------------ | ------------------------------------------------ | --------------------- |
| 大祭 | 恒例祭 | 建国日祭     | 紀念為满洲国建国而陣亡的死者                     | 3月1日                |
| 大祭 | 恒例祭 | 春例祭       | 紀念為满洲国建国而陣亡的死者                     | 5月31日               |
| 大祭 | 恒例祭 | 秋例祭       | 紀念為满洲国建国而陣亡的死者                     | 9月19日               |
| 大祭 | 临时祭 | 迁座祭       | 不詳                                             | 不適用                |
| 大祭 | 临时祭 | 合祀祭       | 祭祀新合并到建国忠灵庙的死者                     | 不適用                |
| 中祭 | 中祭   | 万寿节       | 溥仪生辰日，他需要代表满洲国為天照大神举行感谢礼 | 农历二月初六日        |
| 中祭 | 中祭   | 纪元节祭     | 紀念纪元节                                       | 2月11日               |
| 中祭 | 中祭   | 天长节祭     | 紀念天皇誕生日                                   | 4月29日               |
| 中祭 | 中祭   | 访日宣诏纪念 | 紀念溥仪在1935年访問日本後返回新京发布诏书       | 5月2日                |
| 中祭 | 中祭   | 祈谷祭       | 祈求粮食丰收，与日本祈年祭相同                   | 穀雨                  |
| 中祭 | 中祭   | 远神祭       | 類似日本盂蘭盆節                                 | 7月15日               |
| 中祭 | 中祭   | 尝新祭       | 與神嘗祭大致相同                                 | 10月17日              |
| 小祭 | 小祭   | 岁旦祭       | 不詳                                             | 1月1日                |
| 小祭 | 小祭   | 月旦祭       | 不詳                                             | 每月1日（1月1日除外） |
| 小祭 | 小祭   | 月次祭       | 不詳                                             | 每月15日              |
| 小祭 | 小祭   | 岁暮祭       | 不詳                                             | 12月31日              |
| 小祭 | 小祭   | 其他小祭     |                                                  |                       |

满洲国政府頒佈了《對於建國神廟及其攝廟不敬罪處罰法》，禁止對建国忠灵庙的不敬行為，違者可被判囚七年以下。满洲国統治下的青少年学生被要求每天向国都新京的方向行鞠躬礼，遥拜滿洲國皇帝溥儀、建国神庙（供奉天照大神）、建国忠灵庙:40。

## 評價
由於建国忠灵庙供奉為满洲国而戰死的日本和满洲国官员、军人、警察，建国忠灵庙被後世中國大陸學者評作「靖国神社的满洲版」、「東北地區最大的靖國神社」等等。關東軍加緊步伐興建忠灵庙的舉動被中國大陸認為是日本强行在满洲国推崇神道，企图把神道奉為國教，並急欲控制當地人民思想之舉。《遼寧日報》認為，對日本人來說，修建此庙後可以通過祭祀來強化他們的民族意識，並增強民族自豪感；對滿洲國統治下的國民來說，宗教思想可用作同化，減低他們反抗日本的意識。满洲国要求其統治下的青少年学生每天行鞠躬礼被認為是“麻醉人民的思想”的舉動。满洲国政府又以建国忠灵庙的各項祭祀來向官吏灌输「尽忠报国」的思想，满洲国最高学府建国大学的校歌亦有「建国忠灵庙，是我们的归宿」這句歌词。吉林省人民政府在1987年10月公佈第四批吉林省文物保護單位名單時，把建國忠靈廟歸類為「日本帝国主义侵华重要罪证遗址」。